# Éléousa

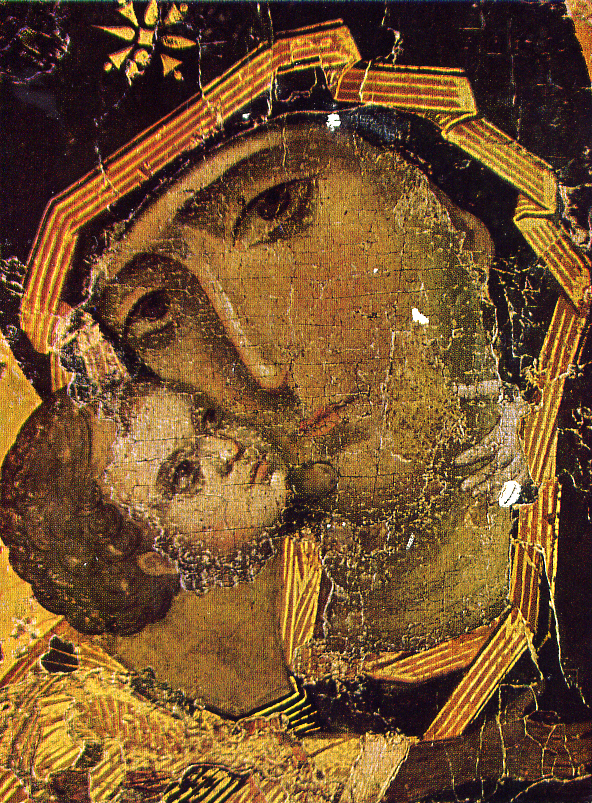
Notre-Dame de Vladimir (XII s.).

L'Éléousa (en grec ancien : έλεος/éléos signifie « compassion et pitié ») est l'un des types principaux de représentation de la Vierge Marie, Mère de Dieu (appelée souvent Notre-Dame par les catholiques) dans l'iconographie russe. C'est une Madone maternelle — à la différence des Vierges symboliques hiératiques telles les Orantes: la Vierge Marie est en effet représentée avec dans ses bras l'enfant Jésus qui appuie sa joue contre celle de sa mère. 
Dans ce type d'icônes, la proximité des visages de la Vierge Marie et de l'Enfant-Jésus symbolise l'amour infini. Et par cette évocation de l'amour infini, l'icône renvoie aussi, symboliquement, au sacrifice du Christ sur la Croix — expression la plus élevée de son amour pour l'humanité. Dans les icônes éléousa, la Vierge pressent le martyre de son fils et le serre dans ses bras, tandis que celui-ci tend sa joue vers le visage de sa mère pour la consoler. Il s'agit là d'un thème profondément humain — la tendresse d'une mère pour son enfant — dont il existe une infinité de variations.

## Histoire et description
Dans l'art grec, des icônes de ce type sont souvent appelées « Doux amour » (en grec ancien : Γλυκοφιλουσα / Glykophilousa), que l'on traduit parfois par « Doux baiser » (en russe : Сладкое лобзанье / Sladkoe lobzane).
Les icônes suivantes sont appelées « Éléousas » : Notre-Dame de Vladimir, Icône du Monastère de Donskoï, l'Icône Féodorovskaïa, Potchaievskaïa (ru), Vzyskanie  pogibchikh (ru). Parmi les variantes de ce style Éléousa, il faut ajouter notamment les icônes Korsounskaïa (ru) et Igorevskaïa (ru). C'est devant cette dernière qu'Igor II de Kiev (1096-1147) pria pendant les dernières minutes de sa vie.
Les fresques murales byzantines comportent aussi des représentations de Notre-Dame proches du type Éléousa.
L'icône Éléousa intitulée « Kikskaïa » représente la Vierge avec un enfant Jésus moins figé, qui semble jouer ou bouger, et dont la main se trouve, en partie, recouverte par le voile de sa mère. Elle a été réalisée par Simon Ouchakov en 1668.
Par ailleurs les épithètes « éléousa » ou « tendresse » peuvent parfois être utilisés pour qualifier d'autres représentations, différentes de ce type d'icône.

### Galerie

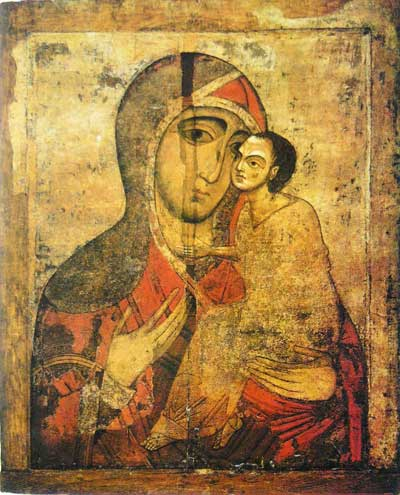
Icône de la Mère de Dieu de tendresse (Staraïa Roussa). Début du XIIIe siècle Musée russe, Saint-Pétersbourg.
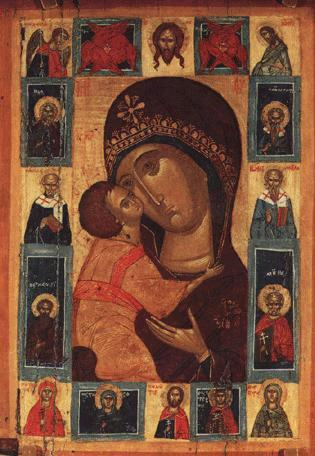
Icône Igorevskaïa avec des images de Saints sur le côté. Musée russe.
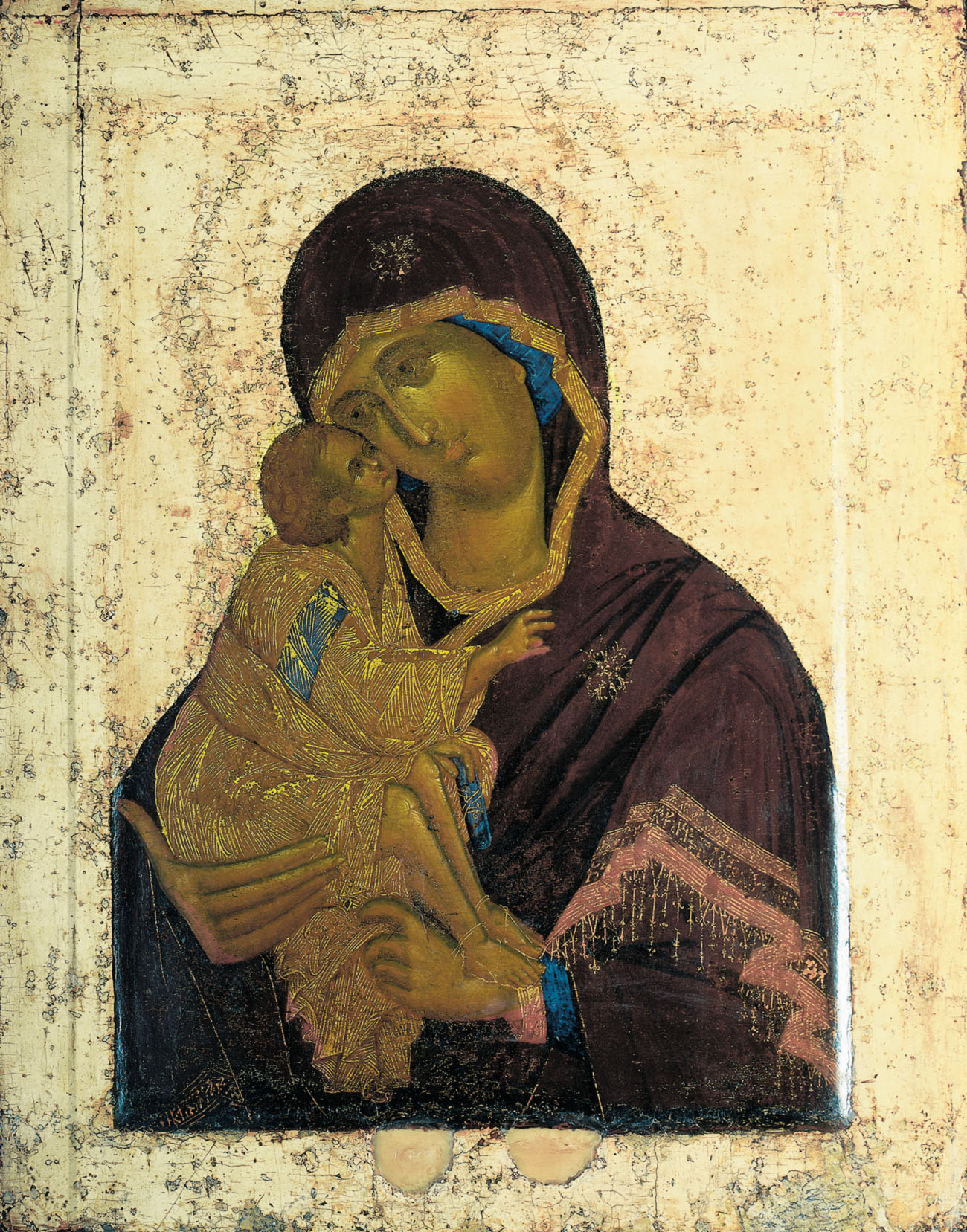
Icône du Monastère de Donskoï à Moscou. Théophane le Grec (?). 1392 г. (?). Moscou, Galerie Tretiakov (invent. № 14244).
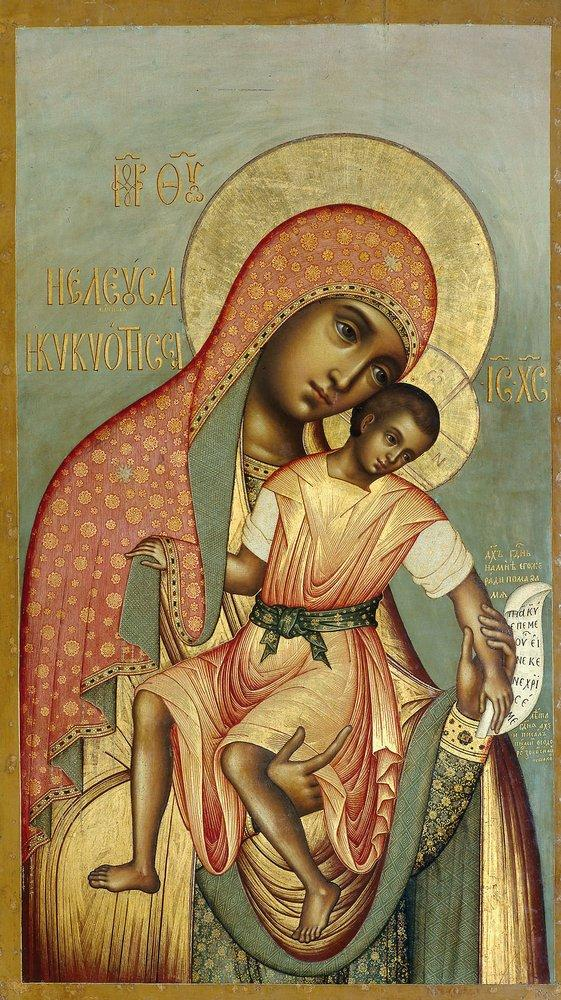
Icône Éléousa-Kikskaïa (1668), Simon Ouchakov. Galerie Tretiakov.
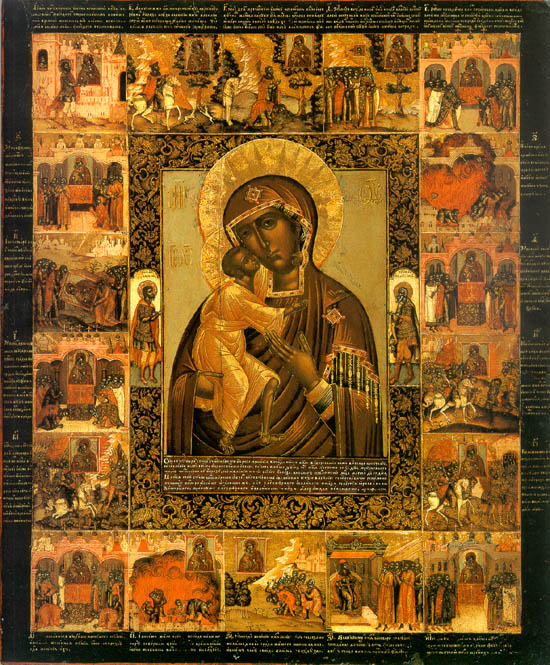
Icône Féodorovskaïa avec une légende. Kostroma. Première moitié du XVIIIe siècle. Musée (réserve) à Kolomenskoïe.